# ベイビー・ワン・モア・タイム (アルバム)
『ベイビー・ワン・モア・タイム』（...Baby One More Time）は、ブリトニー・スピアーズが1999年にリリースしたデビュー。アルバム。
アメリカで1,726万枚、全世界で3,000万枚という、ティーンエイジャーのアルバムとしては世界最高のセールスを叩き出し、35か国でプラチナム・ディスクを獲得。発売から1年以上に亘るロングセラーとなった。

## 解説
ブリトニーは当初もう少し落ち着いた音楽性を思い描いていたが、「ポップスの方が踊れるし、私らしいから、そうした方が理にかなっていると思った」という理由でレーベルの意向に従うことにした。
ジャイヴ・レコードはブリトニーにプロデューサーのエリック・フォスター・ホワイトを紹介し、アルバムの半数以上の曲を手掛けることになった。エリックとのレコーディングによりブリトニーは現在に続く特徴的な歌い方になっていったといわれている 。その後マックス・マーティンらとのレコーディングが行われた。
アルバムはイギリスやオーストラリアでの2位をはじめ、全世界でトップ10を記録し、アメリカ、カナダ、ドイツなどでは1位を記録。アメリカではシングルとアルバムが同時に1位を獲得した初の新人女性アーティストとなった。
ビルボード・ミュージック・アワードでは最優秀女性アルバム賞を受賞。「最も売れたソロのティーンエイジャー歌手のアルバム」としてギネス世界記録にも認定された。

## 収録曲
1. …ベイビー・ワン・モア・タイム/...Baby One More Time
2. (ユー・ドライヴ・ミー) クレイジー /(You Drive Me) Crazy
3. サムタイムス /Sometimes
4. ソーダ・ポップ /Soda Pop
5. ボーン・トゥ・メイク・ユー・ハッピー/Born to Make You Happy
6. フロム・ザ・ボトム・オブ・マイ・ブロークン・ハート /From the Bottom of My Broken Heart
7. アイ・ウィル・ビー・ゼア /I Will Be There
8. アイ・ウィル・スティル・ラブ・ユー /I Will Still Love You
9. ディプ・イン・マイ・ハート /Deep in My Heart
10. シンキン・アバウト・ユー /Thinkin' About You
11. エ・メール・マイ・ハート /E Mail My Heart
12. ザ・ビート・ゴーズ・オン /The Beat Goes On

ボーナス・トラック
1. アイル・ネヴァー・ストップ・ラビング・ユー /I'll Never Stop Loving You
2. オータム・グッドバイ /Autumn Goodbye

日本盤ボーナストラック
1. ベイビー・ワン・モア・タイム (Davidson Ospina Radio Mix)
2. ベイビー・ワン・モア・タイム (Boy Wunder Radio Mix)